# ニューオータニ
株式会社ニュー・オータニ（英: NEW OTANI CO.,LTD.）は、ホテルニューオータニなどを運営する、東京都千代田区紀尾井町に本社を構えるホテルチェーン運営会社である。

## 概要
1963年（昭和38年）に大谷米太郎が「大谷国際観光株式会社」として創業。東京オリンピックのあった1964年に国際ホテルとして「ホテルニューオータニ」が開業。帝国ホテル、ホテルオークラとともに、ホテルの「御三家」と称される。
東急グループがヒルトンホテルと提携して東京ヒルトンホテルを開設しようとした際に最初に候補となった土地を活用して、オーナーの大谷米太郎が開設したのが、現在同チェーンの中心となる、紀尾井町の「ホテルニューオータニ」であった。
当初、ホテルの名前は「オータニ・シェラトン・ホテル」となる予定で開業前の従業員募集の広告などは「オータニ・シェラトン・ホテル」となっている 。
このホテルは、森村誠一の小説で映画化もされた「人間の証明」の舞台となったことでも知られる。最上部の「回る展望台レストラン」のシルエットが物語の重要な鍵になっている。スパイ映画「007は二度死ぬ」（1967年）では、悪役組織の日本の本拠「大里化学」の本社ビルとして登場した。創業者の大谷米太郎が力士出身だったため、大相撲関係者の結婚式などのイベントにも使用される。
一時期、最上階の回転レストランの回転を停止しようとの声が内部から上がったが、利用者からの反対により撤回された。この回転技術は、戦艦大和の主砲の回転技術を考案した技術者により実現した。

## 沿革
- 1963年1月18日 - 大谷国際観光株式会社を設立。
- 1963年7月4日 - 紀尾井観光有限会社を設立。
- 1963年10月28日 - 紀尾井観光有限会社が大谷国際観光株式会社を吸収合併し、大谷観光株式会社に商号変更。
- 1964年9月1日 - 「ホテルニューオータニ」開業。本館は日本初の超高層ビル。
- 1965年5月31日 - 株式会社ホテルニューオータニに商号変更。
- 2000年6月2日 - 株式会社ニューオータニに商号変更。
- 2012年6月25日 - 株式会社ニュー・オータニに商号変更。

## 歴代社長
- 大谷米太郎 - 1963年1月〜
- 門脇季光‐1965年～1973年
- 大谷米一 - 1973年5月〜
- 大谷和彦 - 1993年6月〜2025年（1981年〜取締役、1983年〜常務取締役、1984年〜専務取締役）
- 清水肇 - 2025年2月4日〜

## 役員
2019年6月現在
- 代表取締役社長 - 大谷和彦（大谷工業代表取締役会長、テーオーシー会長）
- 代表取締役常務（ホテルニューオータニ東京総支配人） - 清水肇（NREハピネス社長）
- 取締役 - 崎山喜代志（大谷工業取締役）
- 取締役（事業プロジェクト本部長兼プロジェクト室担当兼不動産事業部担当） - 新谷裕之
- 取締役（ホテルニューオータニ大阪総支配人） - 細山雅利
- 取締役（調理部長） - 中島眞介
- 取締役（ホテルニューオータニ幕張総支配人） - 豊田裕己
  - 取締役 - 大谷卓男（テーオーシー社長）
  - 取締役 - 平島治（大成建設元会長）
  - 取締役 - 佐治信忠（サントリーホールディングス会長）
  - 取締役 - 今井敬（新日本製鐵元会長、経済団体連合会元会長）
  - 取締役 - 松下正幸（パナソニック副会長）
  - 取締役 - 數土文夫（JFEホールディングス元社長）
  - 取締役 - 小林栄三（伊藤忠商事元会長）
  - 取締役 - 泉谷直木（アサヒグループホールディングス会長）
  - 取締役 - 田川博己（ジェイティービー会長）
  - 取締役 - 尾賀真城（サッポロホールディングス社長）
  - 取締役 - 川村隆（日立製作所元会長）
    - 常勤監査役 - 原田健一（ニューオータニ元取締役、ホテルニューオータニ幕張元総支配人）
    - 監査役 - 羽廣元和（テーオーシー元常務取締役）
    - 監査役 - 山岡英夫（テーオーシー常勤監査役）

## 日本国内
直営

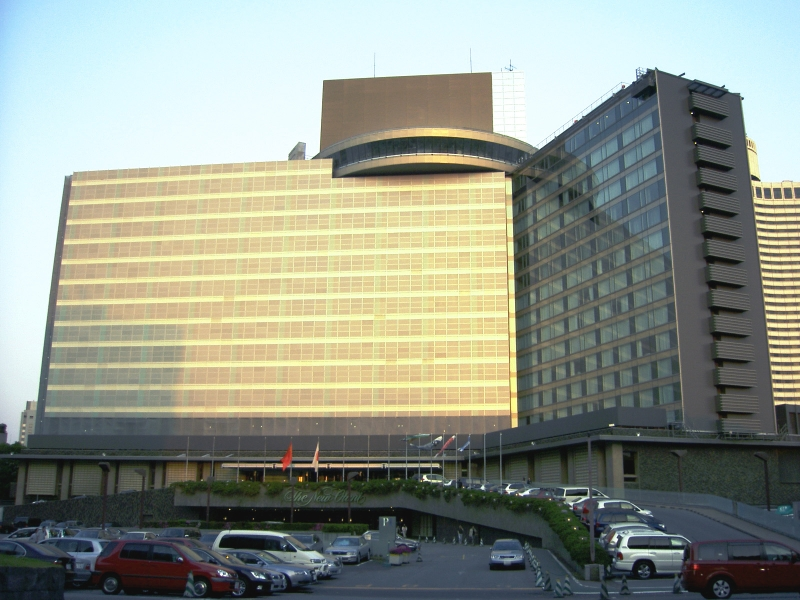
ホテルニューオータニ ザ・メイン（本館）

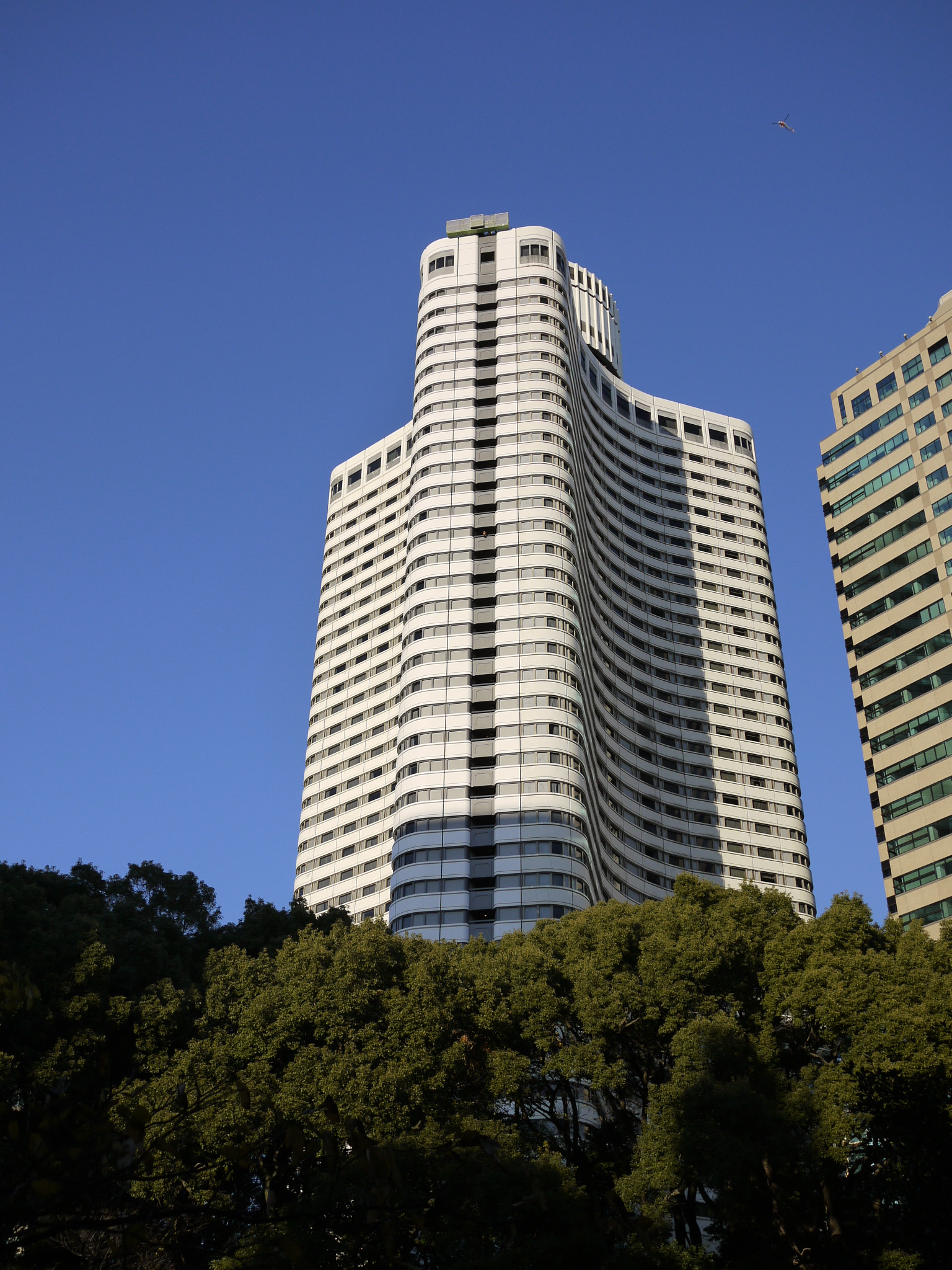
ホテルニューオータニ ガーデンタワー

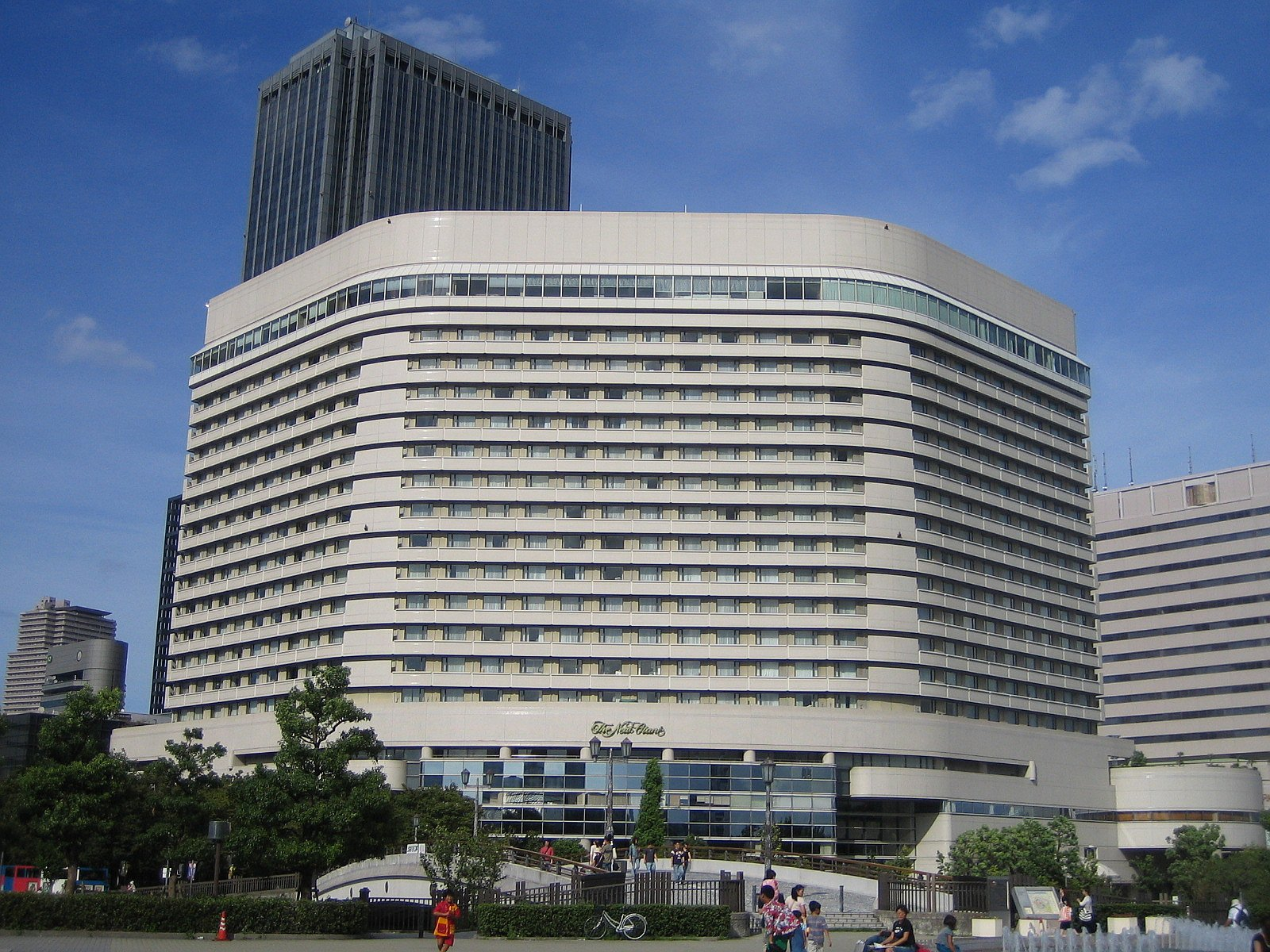
ホテルニューオータニ大阪

- ホテルニューオータニ幕張（千葉県千葉市美浜区）
- ホテルニューオータニ（東京都千代田区）
- ホテルニューオータニ大阪（大阪府大阪市中央区）：大阪ビジネスパーク内
- 子会社（HRTニューオータニ）直営
  - ニューオータニイン札幌（北海道札幌市中央区）
  - ニューオータニイン東京（東京都品川区）：大崎ニューシティ内
  - ニューオータニイン横浜プレミアム（2代目、神奈川県横浜市中区）
  - NASPAニューオータニ（新潟県南魚沼郡湯沢町）
  - 湯沢ニューオータニ（新潟県南魚沼郡湯沢町）

グループホテル
- ホテルイタリア軒（新潟県新潟市中央区）
- ホテルニューオータニ長岡（新潟県長岡市）
- ホテルニューオータニ高岡（富山県高岡市）
- ホテルニューオータニ鳥取（鳥取県鳥取市）
- ホテルニューオータニ博多（福岡県福岡市中央区）
- ホテルニューオータニ佐賀（佐賀県佐賀市）

アソシエイト
- 金沢ニューグランドホテル（石川県金沢市）

過去に展開または加盟していたホテル
- 山形グランドホテル（山形県山形市）
- ニューオータニイン横浜（初代、神奈川県横浜市黄金町）
2006年にウィークリーマンション東京に売却。現ホテルマイステイズ横浜
- グランドホテル浜松（静岡県浜松市中区［現・中央区］、聴涛館）
運営会社であった聴涛館の経営破綻に伴い、2014年2月1日にホテルマネージメントインターナショナル（HMI）に営業譲渡。ホテル名はそのまま。
- ホテルニューオウミ（滋賀県近江八幡市）
- ニューオータニ神戸ハーバーランド（兵庫県神戸市（神戸ハーバーランド）、HRTニューオータニ）：神戸ハーバーランドセンタービル内
旧神戸ハーバーランドニューオータニからリブランドしたが、2009年12月26日をもって閉鎖。現ホテルクラウンパレス神戸（HMI）
- 宇奈月ニューオータニホテル（富山県黒部市）
2014年4月にオリックス不動産に売却。2015年3月14日に「宇奈月杉乃井ホテル」に名称変更[3]。その後2018年9月に「黒部・宇奈月温泉 やまのは」に名称再変更[4]。
- ホテルニューアルカイック（兵庫県尼崎市、アソシエイト）
2007年にホテル運営会社「近鉄ホテルシステムズ」（都ホテルズ&リゾーツ）の親会社である近畿日本鉄道が、建物と株式会社ホテルニューアルカイックを取得したことにより、2011年4月にホテル名を「都ホテルニューアルカイック」に改めた。2019年4月に「都ホテル 尼崎」に再改名。
- 小豆島国際ホテル（香川県小豆郡土庄町、アソシエイト）
- ホテルニュー長崎（長崎県長崎市、アソシエイト）
- ザ・ニューホテル熊本（熊本県熊本市西区・旧ホテルニューオータニ熊本、アソシエイト）

## 日本国外
グループホテル
- 長富宮飯店（中華人民共和国・北京）

過去展開ホテル
- ホテルニューオータニシンガポール
2004年12月31日をもってニューオータニを離脱し、翌2005年1月1日よりアコーホテルズに加盟、ノボテル・クラークキー・シンガポールに名称を変更した。
- ホテルニューオータニロサンゼルス
2007年11月30日をもってニューオータニを離脱し、翌12月1日より名称を京都グランドホテル&ガーデンズに変更した。名称に｢京都｣とあるが、ホテル運営会社は日本企業ではない。現在の名称はヒルトン系列のダブルツリー バイ ヒルトン ホテル ロサンゼルス ダウンタウン。
- ニューオータニカイマナビーチホテル（アメリカ合衆国・ホノルル）
2020年11月30日をもってニューオータニを離脱し、翌12月1日より名称をカイマナビーチホテルに変更した。

## 提携クレジットカード
以下の提携クレジットカードが、発行されている。
- ニューオータニクラブ ダイナースクラブカード
- ニューオータニクラブ VISAカード

## 関連企業
- テーオーシー
- 大谷工業
- 大谷不動産有限会社
- ツナギ地域開発
- エヌ・アール・イーハピネス - 建設、ビルマネージメント
- HSKニューオータニ - 人材派遣サービス
- HRTニューオータニ - イン事業、ホテル・レストラン・給食運営、索道事業者、購買・物販、保険
- ニューオータニ健康保険組合
- オータニコーポレーション - 写真・衣裳・ビデオ・美容
- テーオーリネンサプライ - リネンサービス、ランドリーサービス
- ニューオータニ九州
- ニューオータニリゾート
- ホテルカイマナ
- 熊本駅前ビル
- ザ・ニューオータニアメリカ
- ザ・ニューオータニファーイースト
- オータニプランニング
- 日ノ丸観光
- エイチアンドビーニューオータニ（ゴールデンスパニューオータニ）
- テーオーリネンサプライ
- ガーデンコートクラブ
- ザ・フォーラム